# 第39回日本アカデミー賞
第39回日本アカデミー賞は、2016年（平成28年）3月4日発表・授賞式が行われた、日本の映画賞。司会者は2014年から3年連続で務める西田敏行と、前回の同賞最優秀主演女優賞を受賞した宮沢りえで、宮沢は2004年に行われた第27回以来、2度目の司会担当となる。

## 発表の経緯
例年通り、東京地区の商業映画劇場にて有料で1日3回以上、2週間以上継続して上映された40分以上の映画作品のうち、2014年12月14日 - 2015年12月15日の期間に公開されたものを対象に選考される。
賞のうち、会長特別賞が第33回以来の該当者なしとなった。

## 受賞者

### 最優秀作品賞
- 海街diary

#### 優秀作品賞
- 海難1890
- 日本のいちばん長い日
- 母と暮せば
- 百円の恋

### 最優秀アニメーション作品賞
- バケモノの子[2]

#### 優秀アニメーション作品賞
- 心が叫びたがってるんだ。
- 百日紅 〜Miss HOKUSAI〜
- ドラゴンボールZ 復活の「F」
- ラブライブ!The School Idol Movie

### 最優秀監督賞
- 是枝裕和『海街diary』

#### 優秀監督賞
- 大根仁『バクマン。』
- 武正晴『百円の恋』
- 田中光敏『海難1890』
- 原田眞人『日本のいちばん長い日』

### 最優秀脚本賞
- 足立紳『百円の恋』

#### 優秀脚本賞
- 小松江里子『海難1890』
- 是枝裕和『海街diary』
- 原田眞人『日本のいちばん長い日』
- 山田洋次・平松恵美子『母と暮せば』

### 最優秀主演男優賞
- 二宮和也『母と暮せば』

#### 優秀主演男優賞
- 内野聖陽『海難1890』
- 大泉洋『駆込み女と駆出し男』
- 佐藤浩市『起終点駅 ターミナル』
- 役所広司『日本のいちばん長い日』

### 最優秀主演女優賞
- 安藤サクラ『百円の恋』

#### 優秀主演女優賞
- 綾瀬はるか『海街diary』
- 有村架純『映画 ビリギャル』
- 樹木希林『あん』
- 吉永小百合『母と暮せば』

### 最優秀助演男優賞
- 本木雅弘『日本のいちばん長い日』

#### 優秀助演男優賞
- 浅野忠信『母と暮せば』
- 新井浩文『百円の恋』
- 伊藤淳史『映画 ビリギャル』
- 染谷将太『バクマン。』
- 本木雅弘『天空の蜂』

### 最優秀助演女優賞
- 黒木華『母と暮せば』

#### 優秀助演女優賞
- 夏帆『海街diary』
- 長澤まさみ『海街diary』
- 満島ひかり『駆込み女と駆出し男』
- 吉田羊『映画 ビリギャル』

### 話題賞

#### 俳優部門
- ももいろクローバーZ『幕が上がる』[3]

#### 作品部門
- 『バクマン。』[3]

### 新人俳優賞
- 有村架純『映画 ビリギャル』[4]
- 土屋太鳳『orange - オレンジ -』[4]
- 広瀬すず『海街diary』[4]
- 藤野涼子『ソロモンの偽証 前篇・事件/ 後篇・裁判』[4]
- 篠原篤『恋人たち』[4]
- 野田洋次郎『トイレのピエタ』[4]
- 山﨑賢人『orange - オレンジ -』・『ヒロイン失格』[4]
- 山田涼介『映画 暗殺教室』[4]

### 最優秀音楽賞
- サカナクション『バクマン。』

#### 優秀音楽賞
- 大島ミチル『海難1890』
- 菅野よう子『海街diary』
- 富貴晴美『日本のいちばん長い日』
- 安川午朗『ソロモンの偽証 前篇・事件』

### 最優秀撮影賞
- 瀧本幹也『海街diary』

#### 優秀撮影賞
- 柴主高秀『日本のいちばん長い日』
- 近森眞史『母と暮せば』
- 永田鉄男『海難1890』
- 藤澤順一『ソロモンの偽証 前篇・事件』

### 最優秀照明賞
- 藤井稔恭『海街diary』

#### 優秀照明賞
- 宮西孝明『日本のいちばん長い日』
- 渡邊孝一『母と暮せば』
- 安藤清人『海難1890』
- 金沢正夫『ソロモンの偽証 前篇・事件』

### 最優秀美術賞
- 花谷秀文『海難1890』

#### 優秀美術賞
- 都築雄二『バクマン。』
- 出川三男『母と暮せば』
- 原田哲男『日本のいちばん長い日』
- 三ツ松けいこ『海街diary』

### 最優秀録音賞
- 松陰信彦『海難1890』

#### 優秀録音賞
- 岸田和美『母と暮せば』
- 弦巻裕『海街diary』
- 照井康政（録音）・矢野正人（整音）『日本のいちばん長い日』
- 渡辺真司『バクマン。』

### 最優秀編集賞
- 大関泰幸『バクマン。』

#### 優秀編集賞
- 石井巌『母と暮せば』
- 川島章正『海難1890』
- 是枝裕和『海街diary』
- 原田遊人『日本のいちばん長い日』

### 最優秀外国映画賞
- アメリカン・スナイパー

#### 優秀外国作品賞
- キングスマン
- セッション
- マッドマックス 怒りのデス・ロード
- 007 スペクター

### 会長特別賞
（該当者なし）

### 協会特別賞
- 松田和夫（衣裳）
- ガル・エンタープライズ（予告編製作）

### 協会栄誉賞
- 仲代達矢（俳優）

## 授賞式中継
いずれの放送も授賞式部分は事前録画（ラジオは録音）だが、スタジオ部分は生放送となる。時間はJST。

### スタッフ
- 主催：日本アカデミー賞協会
- イベント演出：後藤範之
- 構成：町山広美、安部裕之
- 制作進行：須藤大介
- 演出：上田崇博／高木悟、橋本和明
- プロデューサー：吉田尚代、萩野健、江尻直孝、佐藤友美、阿河朋子
- チーフプロデューサー：森實陽三
- 技術協力：NiTRo、東京音研、イエローフラッグ、ジャパンテレビ
- 美術協力：日テレアート
- 制作協力：AX-ON、日企、えすと
- 製作著作：日本テレビ

### テレビ
- 日本テレビ系列
  - 3月4日（金）21:00 - 22:54[5]
  - スタジオ部分には坂上忍（俳優・タレント）、水卜麻美（日本テレビアナウンサー）が出演。
- 日テレプラス（CS放送）
  - 3月5日（土）20:40 - 22:30（地上波版の再放送）
  - 3月13日（日）21:30 - 25:00（未公開シーンを加えた完全版）
  - 3月19日（土）26:40 - 06:10（完全版の再放送）

### ラジオ
- ニッポン放送（NRN系列19局ネット）
  - 3月4日（金）22:00[6] - 24:00[7] 『オールナイトニッポンGOLD〜第39回日本アカデミー賞スペシャル〜』として放送。
  - スタジオ部分のパーソナリティとしてコトブキツカサ（映画パーソナリティ）が出演。